# 朗德湖海灘 (伊利諾伊州)
朗德湖海灘（英語：Round Lake Beach）是位於美國伊利諾伊州萊克縣的一個村落。

## 地理
朗德湖海灘的座標為42°22′44″N 88°04′52″W / 42.37889°N 88.08111°W，而該地最高點為海拔高度247米（即810英尺）。

## 人口
根據2010年美國人口普查的數據，朗德湖海灘的面積為13.51平方千米，當中陸地面積為13.12平方千米，而水域面積為0.39平方千米。當地共有人口28175人，而人口密度為每平方千米2,085人。